# Jaroslav Helfert
Jaroslav Helfert (27. září 1883 Malacky – 14. září 1972 Potštejn) byl ředitelem Moravského zemského muzea v Brně, zakladatelem muzeologie na brněnské filozofické fakultě a konzervátorem památek pro okres Rychnov nad Kněžnou.

## Původ a vzdělání
Jaroslav Helfert představoval čtvrtou generaci veřejně činných příslušníků rodiny Helfertovy. Jeho praděd, Josef Helfert (1791–1847), profesor církevního práva na pražské univerzitě, byl zakladatelem terminologie dnešní památkové péče. Jeho děd, JUDr. Josef Alexandr Helfert, stál 50 let v čele rakouské a tehdy i české památkové péče jako dlouholetý předseda Ústřední komise pro udržování historických a stavebních památek.
Studoval na gymnáziu v Táboře a na gymnáziu v Praze na Smíchově, kde 10. července 1902 maturoval. Stejného roku nastoupil na právnickou fakultu české univerzity Karlo-Ferdinandovy v Praze. V roce 1903 přestoupil na fakultu filozofickou a začal studovat vědy historické. Roku 1904 odešel na filozofickou fakultu vídeňské univerzity, kde setrval do roku 1906. Byl mimořádným členem Ústavu pro rakouský dějezpyt. Po absolvování studií na české univerzitě v Praze roku 1907 zde udělal doktorské zkoušky. Jeho práce pojednávala o pražském biskupovi Danielovi I. Po vykonání zkoušek z českých a rakouských dějin a z filozofie byl 20. června promován na doktora filozofie.
Vliv rodiny a také působení přednášek profesora historie Jaroslava Golla a zvláště pak českého profesora Maxe Dvořáka, jehož přednášky navštěvoval v době svého studia ve Vídni, určily jeho životní dráhu jednoznačně ve směru zájmu o kulturní bohatství naší země. Tento zájem upevnil i studijní pobyt v Itálii věnovaný podrobnému studiu římských památek a sbírek.
Jeho cílem bylo rovněž pozvednout úroveň vzdělanosti lidu, a to za poměrů velmi neutěšených. Zejména na Moravě byl kulturní život jednostranně závislý na působení blízké Vídně.

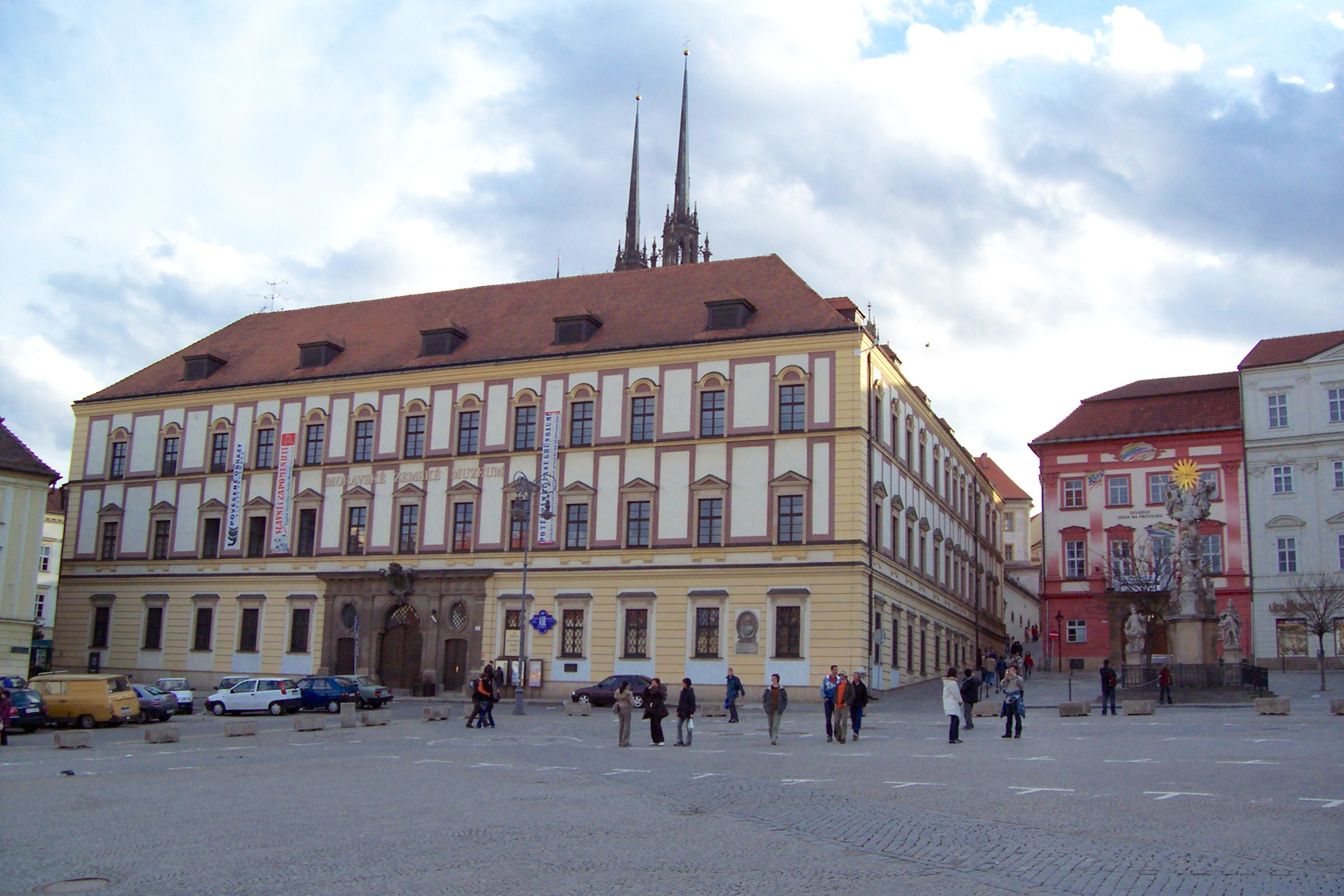
Moravské zemské muzeum v Brně

## Moravské působení
Helfertovo pracovní pole bylo velmi široké, nejvýrazněji se však projevilo jeho úsilí o vybudování moravského muzejnictví. Roku 1909 byl jmenován tajemníkem Moravského zemského musea (původně Františkova) v Brně. Zároveň se stal správcem tamní národopisné a galerijní sbírky. Muzejní praxe, probíhající často za velmi nepříznivých podmínek, které ztěžovaly jeho práci, mu přinesla podněty k pozdějším reorganizačním plánům, které se uskutečnily po vzniku ČSR, kdy byl postaven do čela svého ústavu od roku 1923 jako jeho první ředitel.
Jeho úsilí směřovalo zejména k převedení muzea do zemské správy. To se podařilo roku 1921. Teprve teď bylo možné provést rozsáhlý reorganizační plán celého muzea. Jednotlivá oddělení se pod správou odborníků začínala vyvíjet podle vědecky zdůvodněného programu. K stávajícím ústavům se přidal nový ústava, hudební archiv. Z dosud izolovaného muzea se zemské muzeum v Brně postupně stalo vědeckou institucí odborně vedenou a svým pracovním programem skloubenou do komplexu moravské kultury i vědeckého ruchu v celém světě. Byly položeny základy k soustavné evidenci moravsko-slezských hudebních památek a jejich odborné konzervaci, v nově zřízeném hudebním archivu. (Odborné vybudování tohoto oddělení převzal jeho bratr, univerzitní profesor PhDr. Vladimír Helfert.)
Helfertovy snahy směřovaly hned zpočátku k vymezení působnosti všech muzeí v zemi a ve státě. Jako člen muzejního poradního sboru při ministerstvu školství a národní osvěty, z něhož se později vytvořila organizace Svazu československých muzeí vlastivědných, usiloval, aby byla provedena jednotná organizace muzejnictví v celé republice. Přispěl i k vyjasnění poměrů k muzeím venkovským. Helfertovi se podařilo zavázat je k systematickému výzkumu Moravy po stránce přírodovědecké a historické. Úsilí o povznesení moravského muzejnictví jej pak vedlo k převzetí lektorátu muzejnictví na filozofické fakultě MU v Brně. Přednášel v prostorách muzea, mezi sbírkami, v laboratořích, depozitářích, v expozicích. Teoretický výklad tak přímo spojoval s praktickými ukázkami. Nemohl-li toto prostředí posluchačům zajistit pak raději nepřednášel. Učil posluchače správným zásadám katalogizace i evidence.
Vědecká činnost Helfertova a jeho bohaté odborné zkušenosti se uplatnily také při výstavbě Zemské galerie, která se stala za jeho vedení z více méně nesystematické a náhodné sbírky ústavem s určitým, vědeckými důvody podepřeným programem.
Kromě práce v muzeu se působil i na jiných polích kulturní činnosti. Hned po svém příchodu do Brna se zúčastnil práce v Klubu přátel umění. Jeho vztah k hudbě jej vedl po převratu k práci v četných brněnských hudebních institucích, zejména ve správě národního divadla a v Orchestrálním sdružení. Bohatá byla i jeho činnost poradenská, referentská a přednášková, s níž se vedle lektorských cvičení a přednášek na konzervatoři spojuje i zajímavý a podnětný pokus o soustavné kurzy z dějin umění pro žáky vyšších tříd brněnských středních škol.

## Život po 2. sv. válce
Ve vědecké a vlastivědné činnosti zabránila Josefu Helfertovi okupace. Byl odstraněn z Moravského muzea a od roku 1944 vězněn v Terezíně. Po osvobození roku 1945 se znovu ujal funkce ředitele Moravského muzea a po krátké aktivní činnosti odešel roku 1948 do výslužby. Mezi lety 1946–1948 byl rovněž členem muzejní sekce Národní kulturní komise.

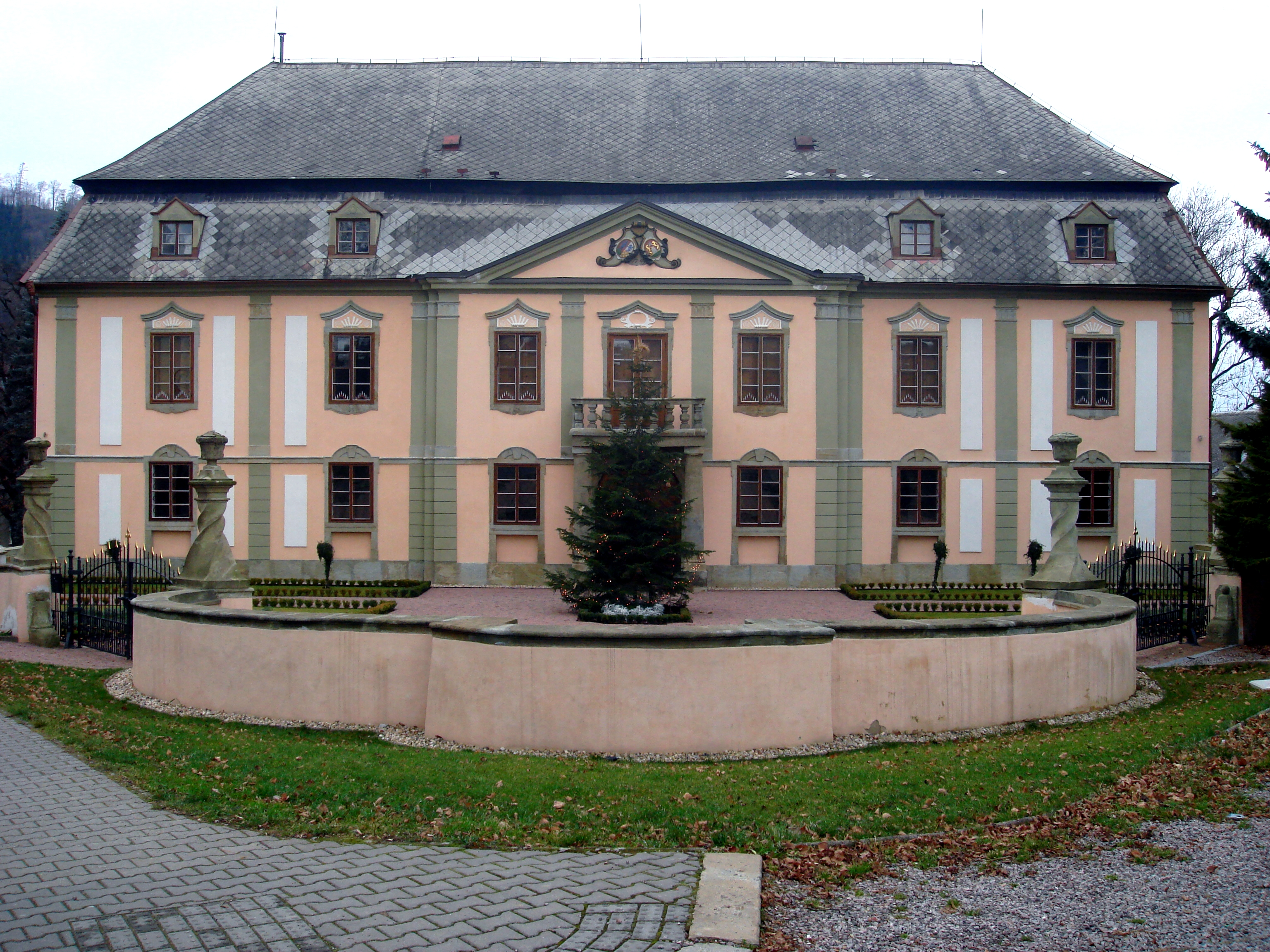
Zámek v Potštejně

Po svém odchodu se uchýlil na odpočinek do východočeského Potštejna. Jedná se o kraj bohatý historií, s nebývalým počtem barokních plastik, které se také staly objekty jeho zájmu. V Potštejně konkretizoval Helfert některé ze svých nejosobitějších plánů a předsevzetí. Už v roce 1945 s pomocí místního národního výboru zajistil zámecký archiv, od roku 1948 se pak ujal přímo jeho správy a utřídil jej. Podařilo se mu rekonstruovat původní stav archívu z konce 18. století. Vytěžil z něj bohatý materiál k dějinám Potštejna, o nichž konal přednášky. Po svém trvalém usídlení v Potštejně začal Helfert shromažďovat materiál pro místní pamětní síň. Zachránil tak v poslední chvíli mnoho důležitých hmotných pramenů k minulosti Potštejna a zvláště pak tamního plátenictví a barvířství.
V roce 1951 byl jmenován konzervátorem památek pro okres Rychnov nad Kněžnou. Dočasně pracoval i v rychnovském muzeu, pro které zpracoval libreto jednotlivých expozic. Seznámil se i se sbírkami a prací ostatních muzeí v okrese. Výsledkem komplexního rozboru situace byl návrh na ustavení Okresního vlastivědného střediska.
I přes svůj vysoký věk a špatné zdraví se zajímal o činnost muzeí, sledoval rozvoj muzeologických aktivit i památkové péče. Rád a ochotně předával své zkušenosti mladším pracovníkům.
Oficiálního ocenění se mu dostalo vyznamenáním Za vynikající práci, které mu udělilo 4. dubna 1968 ministerstvo kultury. Zemřel roku 1972.

## Publikované práce J. Helferta
- Národní divadlo v Brně. Praha: B. Kočí, 1919, 26 s.
- Průvodce po sbírkách moravského zemského musea v Brně. Brno 1924, 74 s.
- (red.) Výstava gotického umění na Moravě a ve Slezsku. Zemské museum v Brně 27.X.1935-15.I.1936. Brno: Zemské museum, 1935, 18 s.
- O potštejnském hradě. Glosy k průvodci po hradě. B. m., b. d. (1942?) (pod pseudonymem Jaroslav Horecký), 39 s.
- Pomístné názvy v Potštejně a v okolí. Potštejn: Odbor klubu ČSL turistů, 1945, 14 s. + 1 mapová příloha
- Farní kostel sv. Vavřince. Potštejn 1946
- Hřbitovní kostelík sv. Marka. Potštejn 1946
- Hrad Potštejn. Praha: Knihkupectví Klubu ČSL turistů, 1948, 44 s.
- Okolo potštejnského pokladu. In: Časopis společnosti přátel starožitností 57 (1949), 153–162
- Bratrský kostel v Potštejně. In: Jednota bratrská 25 (1948), 124–125
- Mapa statku potštejnského z r. 1772. In: Kartografický přehled 6 (1951), 72–77
- Kulturní památky hradeckého kraje. Hradec Králové: Odbor školství a kultury Rady KNV, 1958, 68 s.
- Z potštejnské bratrské minulosti. In: Jednota bratrská 37 (1960), č. 5
- Z vlastivědy Podorlicka. vlastivědný sborník. Red. Jitka Pivcová a Jaroslav Zahradník, Rychnov nad Kněžnou: Okresní národní výbor, [1963] (sborník pro J. Helferta k osmdesátým narozeninám s jeho článkem Vrátilo se... na s. [5-8])
- Potštejn. [Pardubice] : Krajské středisko státní památkové péče a ochrany přírody Východočeského kraje, 1964, 8 s.

Jaroslav Helfert redigoval také Věstník moravského musea zemského, v němž publikoval články k muzejní problematice a k dějinám umění.